# Playback
Playback, playbacken of lippen (Belgisch-Nederlands) is een manier van optreden, waarbij een zanger niet echt zingt, maar de suggestie wekt dat hij zingt. Dit is vooral gebruikelijk bij televisieopnamen, waarbij de zanger(es) met de geluidsband mee 'zingt'. Ook in films gebeurt dit veel, omdat de liedjes vaak eerder in een muziekstudio worden opgenomen. Ook komt het vaak voor dat de acteur zelf geen (goede) zanger is en men de stem van een ander "leent" voor gezongen stukken. Vooral in Bollywoodfilms is dit zeer gebruikelijk. Playback wordt soms ook gebruikt als aanvulling op live-uitvoeringen.
Een televisieprogramma waarin jonge kinderen hun favoriete artiest – of die van hun ouders – playbacken, is de Mini-playbackshow.
In het Centraal-Aziatische land Turkmenistan werd playbacken in augustus 2005 strafbaar verklaard.
Ook het meezingen met een bandopname van orkestmuziek wordt playbacken genoemd.